# Tyros (Grecia)
Tyros este un oraș în Grecia în prefectura Arcadia.